# Hideki Nagai

Hideki Nagai (永井 秀樹, Nagai Hideki) est un footballeur japonais né le 26 janvier 1971.